# Shiho Ogawa (Fußballspielerin, 1988)
Shiho Ogawa (jap. 小川 志保, Ogawa Shiho; * 26. Dezember 1988 in Kashima) ist eine japanische Fußballspielerin.

## Karriere

### Verein
Sie begann ihre Karriere bei JEF United Chiba, wo sie von 2007 bis 2009 spielte. 2010 folgte dann der Wechsel zu INAC Kōbe Leonessa. Sie trug 2011 zum Gewinn der Nihon Joshi Soccer League bei. 2012 kehrte er nach JEF United Chiba zurück. Im 2014 folgte dann der Wechsel zu Iga FC Kunoichi.

### Nationalmannschaft
Ogawa wurde 2013 in den Kader der japanischen Nationalmannschaft berufen und kam bei der Algarve-Cup 2013 zum Einsatz. Ogawa absolvierte ihr erstes Länderspiel für die japanischen Nationalmannschaft am 6. März gegen Norwegen. Insgesamt bestritt sie drei Länderspiele für Japan.

## Errungene Titel

### Mit Vereinen
- Nihon Joshi Soccer League: 2011